# Örkelljunga (comuna)
Örkelljunga (em sueco: Örkelljungas kommun) é uma comuna da Suécia localizada no condado da Escânia. Sua capital é a cidade de Örkelljunga. Possui 320 quilômetros quadrados e segundo o censo de 2018, havia 10 174 residentes.